# 한원진
한원진(韓元震, 1682년 ~ 1751년)은 조선후기의 문신, 성리학자, 철학자이다.
자는 덕소(德昭), 호는 남당(南塘), 본관은 청주이다.
권상하(權尙夏)의 문인으로 강문 8학사의 1인이다.
송시열이 편찬하려다가 못한 유고인 《주서동이고(朱書同異考)》를 50년 만에 완성하였으며,
호락논쟁 때 낙론(洛論)에 대립하는 호론(湖論)의 영수로 이이의 기발이승일도설(氣發理乘－途說)을 고수하였다.

## 생애
일찍이 서인 노론의 거두인 송시열과 송준길의 수제자인 권상하의 문하에서 수학하였다.
권상하의 문인 중에서도 이름이 높아 그의 8명의 수제자를 뜻하는 강문 8학사의 한 사람으로 명성을 날렸다.
숙종 43년에 학행(學行)으로 천거받아 관계에 진출하였으나
경종 1년에 노론의 실각과 함께 사직,
영조 1년에 경연관(經筵官)에 뽑혀 진강(進講)하였으나 소론 배척론을 펴다 탕평책에 어긋난다고 삭직되었다.
영조 17년에 복직되었으나 사퇴하고 학문에 전심하였다.
그는 권상하 문하의 강문 8학사의 1인으로 이간의 인물동성론을 반대, 인(人)·물(物)의 성이 같지 않다는 것을 주장하여 인물성동이 논변을 낳게 하였고,
낙론(洛論)에 대립하는 호론(湖論)의 영수로 이이의 기발이승일도설(氣發理乘－途說)을 고수하였다.
천문(天文)·지리(地理)·병학(兵學)·산수(算數)에도 통달하였다.
저서 《남당집(南塘集)》 이외에, 〈퇴계집차의(退溪集箚疑)〉, 〈장자변해(莊子辨解)〉, 〈양명집변(陽明集辨)〉, 〈선학통변(禪學通辨)〉, 〈근사록주설(近思錄註說)〉 등 많은 편저를 남겼고,
특히 영조 17년에 저술한 《주서동이고(朱書同異考)》는 송시열이 착수한 것을 50년 만에 완성한 거작이었다. 사후 증 이조판서에 추증되었고, 시호는 문순(文純)이다.

## 같이 보기
- 호락논쟁
- 이간
- 한원진 초상 - 충청북도 유형문화재 제334호